# Rue Huvelin (Beyrouth)
La rue Huvelin (arabe : شارع هوفلين) est une voie située à Beyrouth.

## Situation et accès
Cette rue est située dans le centre-ville de Beyrouth dans le quartier d'Achrafieh. 
La rue Huvelin est une rue à sens unique qui s'étend d'est en ouest de la rue du Liban à la rue Monnot, coupant la rue Pétro Trad. Parmi les édifices remarquables, l'on peut distinguer la faculté des sciences sociales de l'Université Saint-Joseph de Beyrouth et l'église Saint-Joseph fondée par les Jésuites.
Cette rue est considérée comme la continuité de la rue Monnot en ce qui concerne la vie nocturne pour ses bars et restaurants, mais elle est plus calme et les prix des consommations et des menus sont plus abordables pour sa clientèle estudiantine, comme au    Bistrot Germanos.

## Origine du nom
La rue doit rend hommage à Paul Huvelin, Français historien du droit, fondateur de la faculté de droit de l'  Université Saint-Joseph de Beyrouth en 1913.

## Bâtiments remarquables et lieux de mémoire
Cette rue accueillait le Petit Collège et le Grand Collège du Collège Notre-Dame de Jamhour, avant qu'ils ne déménagent dans les années 1950 à Jamhour.

### Au cinéma
Rue Huvelin est un film libanais écrit et produit par Maroun Nassar, ancien du mouvement étudiant, et dirigé par Mounir Maasri. Rue Huvelin traite le sujet d'une bande d'amis étudiants qui s'opposent à l'occupation syrienne du Liban.

Ce film a été légèrement censuré lorsqu'il est sorti au Liban en novembre 2011, après avoir été présenté à des festivals internationaux, comme à Moscou, Montréal et Sao Paulo. Il est sorti en DVD sans coupure.